# Resolution 1874 des UN-Sicherheitsrates
Die Resolution 1874 des UN-Sicherheitsrates ist eine Resolution, die der Sicherheitsrat der Vereinten Nationen am 12. Juni 2009 auf seiner 6141. Sitzung einstimmig angenommen hat. Mit der Resolution verurteilte der Sicherheitsrat den nordkoreanischen Atomwaffentestversuch vom 25. Mai und verschärfte das Embargo für Waffen und andere ausgewählte Güter. Die Resolution hatten Frankreich, Japan, Südkorea, das Vereinigte Königreich und die Vereinigten Staaten eingebracht.
Das Gremium knüpfte an seine früheren zum Thema relevanten Resolutionen an, darunter die Resolutionen 825 (1993), 1540 (2004) und insbesondere 1718 (2006) sowie die Erklärung des Präsidenten des Sicherheitsrates vom 13. April 2009 und bestätigte, dass die Verbreitung von atomaren, biologischen und chemischen Waffen und deren Trägersystem eine Gefahr für die Sicherheit und den internationalen Frieden darstelle.
Der Sicherheitsrat stellte fest, dass der Atomwaffentest vom 25. Mai eine Verletzung der Resolution 1718 (2006) bedeute und gegen den Atomwaffensperrvertrag verstoße. Das Gremium verurteilte den Rückzug Nordkoreas von diesem Vertrag und unterstrich, dass die durch die Resolution verhängten Maßnahmen nicht gegen die Bevölkerung des Staates gerichtet sei und Auswirkungen auf humanitäre Hilfeleistungen haben solle.
Unter Kapitel VII der Charta der Vereinten Nationen ergriff der Sicherheitsrat die in Artikel 41 vorgesehenen Maßnahmen und verurteilte Nordkorea auf das Schärfste wegen der Missachtung der entsprechenden Resolutionen. Mit der Resolution verlangte das Gremium von Nordkorea, keine weiteren Atomwaffen- und ballistischen Raketentests durchzuführen und entschied, dass der Staat alle Aktivitäten einzustellen habe, die dem nordkoreanischen ballistischen Raketenprogramm zusammenhängen. Die Resolution verlangt weiter, dass Nordkorea sofort die relevanten Resolutionen erfüllt, seinen Rückzug vom Atomwaffensperrvertrag widerruft und kurzfristig wieder Kontrollen durch die International Atomic Energy Agency (IAEA) ermöglicht.
Die Mitgliedsstaaten rief der Rat auf, ihre Verpflichtungen hinsichtlich der Resolution 1718 (2006) umzusetzen. Der Sicherheitsrat entschied außerdem, die unter das Embargo fallenden Güter auf alle Waffen mit Ausnahme von Handfeuerwaffen und anderen leichten Waffen und damit verbundenen Materialien sowie der diesbezüglichen Wartung, Training, Beratung oder Hilfe zu erweitern. Alle Staaten wurden verpflichtet, dem Sanktionskomitee die Lieferung von Handfeuerwaffen und anderen leichten Waffen im Voraus zu melden.
Die Resolution ruft die Mitgliedsstaaten dazu auf, alle Frachtsendungen von und nach Nordkorea zu inspizieren und ermöglicht mit Erlaubnis des Staates, unter dessen Flagge ein Schiff fährt, ein Schiff auf Hoher See zu kontrollieren, wenn der Verdacht besteht, dass das Schiff verbotene Güter transportiert. Alle Staaten werden aufgerufen, bei diesen Kontrollen zu kooperieren.
Der Sicherheitsrat entschied, dass bei solchen Kontrollen gefundene verbotene Güter beschlagnahmt und beseitigt werden sollen, wobei die Staaten die entsprechenden Verpflichtungen aufgrund des Atomwaffensperrvertrages, der Chemiewaffenkonvention und der Biowaffenkonvention zu erfüllen haben. Dabei sollen alle Staaten miteinander kooperieren.
Das Gremium entschied auch, dass die Mitgliedsstaaten die Versorgung von Schiffen zu unterbinden haben, bis diese kontrolliert wurden, und falls erforderlich, verbotene Güter beschlagnahmt und beseitigt wurden. Die Mitgliedsstaaten sollen in ihrem Hoheitsgebiet auch Finanzmittel einfrieren, die zum Erwerb und zur Vermittlung 
der verbotenen Güter verwendet werden oder bestimmt sind. Außerdem ruft die Resolution dazu auf, keine neuen Verträge zu Finanzhilfen oder Krediten mit Nordkorea abzuschließen, mit Ausnahme zu humanitären Zwecken. Dies schließt auch Finanzierungshilfen für Handelsgeschäfte ein, die dem nordkoreanischen Atomwaffenprogramm oder dem ballistischen Raketenprogramm dienen können.
Bestandteil der Resolution sind auch die Verpflichtungen für die Mitgliedsstaaten, entsprechende Berichte an das Sanktionskomitee abzusetzen sowie die Konstitution eines siebenköpfigen Expertenrats.
Des Weiteren ruft die Resolution Nordkorea dazu auf, die Sechs-Parteien-Gespräche wieder aufzunehmen und drückt die Absicht aus, Maßnahmen zu vermeiden, die zur Erhöhung von Spannungen führen.
Wie üblich beschloss der Sicherheitsrat, aktiv mit der Sache befasst zu bleiben.